# Sara Wennerberg-Reuter
Sara Margareta Eugenia Euphrosyne Wennerberg-Reuter, född 11 februari 1875 i Otterstads församling i Västergötland, död 29 mars 1959 i Stockholm, var en svensk organist och tonsättare. 

## Biografi
Sara Wennerberg-Reuter studerade först piano för Robertine Bersén samt orgel och harmonilära för Elfrida Andrée. Hon studerade vid Kungliga Musikkonservatoriet i Stockholm (1893–95) och avlade där organist- och kyrkosångarexamen. Därefter studerade hon vidare i Leipzig (1896–98) hos Salomon Jadassohn och Carl Reinecke, och fortsatte sina studier i komposition och kontrapunkt (1901–02) för Max Bruch i Berlin. Hon var organist i Sofia kyrka i Stockholm från 1906 till 1945. 
Sara Wennerberg-Reuters kompositioner, särskilt hennes manskörssånger, framfördes på sin tid ofta. Hennes Påskhymn, motetter och andra sånger för blandad kör var också del av standardrepertoaren, liksom hennes violinsonat (1904) och en del av hennes pianostycken.
För just Sofia kyrka skrev hon både en invigningskantat 1906 och en annan kantat 1941. Hon skrev också ett flertal andra kantater och tonpoem för soloröster, kör och orkester. Både Necken (över en dikt av hennes farbror, tonsättaren Gunnar Wennerberg) och Skogsrået (till en text av Viktor Rydberg) 1915 mottogs väl. Hon komponerade också en kantat till 500-årsjubileet för Lidköping 1946.

## Verk (ett urval)
- Adagio för en röst och piano, op. 14
- Stilla komme och välkomna, för röst och piano/orgel
- Tag vara på de korta, vackra våren (ingår i Den svenska sången, del 3)
- Angelus
- Högtidsmarsch
- Höststämning
- In Traum, für Violine und Klaiver
- Romance för violin och piano, op. 10[6]
- När löven falla
- Videvisan
- Vardeljus
- Dina smala, vitahänder
- En vintervisa
- Gud välsigne dessa hjärtan
- Lillebarn
- Sen uppå fåglarna

### Manskvartetter
- Ziguenarsång.
- Oförstådd (K. Arsenius) Tredje pris 1900.
- Vemod.
- I skogen (A. T. Gellerstedt)
- Liten Kerstin.
- Sälle äro de som sofva (Psalm 491)
- Apelgården (Till Fröken Märta Lindqvist, folkvisa)
- En vaggviselåt (Oscar Stjerne)
- Vallarelåt (Gustaf Fröding)
- Högsommarvisa (Elisabet Rudin)
- Jungman Jansson (Dan Andersson) Tillägnad Stockholms studentsångarförbund
- Svenskgraven vid Pultava (Hugo Reuter)
- Bohuslän (Hugo Reuter)
- Ur julpraktikan (Karl Erik Forslund)

Samtliga manskvartetter ovan trycktes i de kvartetthäften Sällskapet för svenska kvartetssångens befrämjande utgav årligen 1886-1964.